# Arborimus longicaudus
Arborimus longicaudus är en däggdjursart som först beskrevs av Frederick W. True 1890.  Arborimus longicaudus ingår i släktet Arborimus och familjen hamsterartade gnagare. IUCN kategoriserar arten globalt som nära hotad. Inga underarter finns listade.
Arten når en kroppslängd (huvud och bål) av 9,8 till 10,4 cm, en svanslängd av 6,0 till 8,3 cm och en vikt av 25 till 50 g. Den har 1,9 till 2,2 cm långa bakfötter. Vanligen är honor större än hannar. På ovansidan förekommer rödaktig päls och den vitaktiga undersidan har inslag av röd eller orange. Svansens undersida är bara otydlig ljusare än ovansidan. Utformningen av kindtändernas tandemalj skiljer Arborimus longicaudus från andra släktmedlemmar. Dessutom har arten en diploid kromosomuppsättning med 54 kromosomer (2n=54) eller i sällsynta fall med 48 kromosomer (2n=48).
Denna gnagare förekommer i Pacific Northwest, i västra USA i delstaten Oregon fram till gränsen mot Kalifornien. Den vistas vid västra sluttningarna av Kaskadbergen upp till 1600 meter över havet. Habitatet utgörs av barrskogar och städsegröna skogar.
Individerna bygger bon av växtdelar som placeras i trädens håligheter eller på förgreningar. Honor kan para sig hela året och de flesta ungar föds mellan februari och september. Dräktigheten varar 28 till 48 dagar och sedan föds två eller tre ungar. Ungarna blir efter en månad självständiga.
Födan utgörs av gröna växtdelar (även barr), bark och kvistar. Arten är vanligen aktiv på natten. Den jagas själv av ugglor och tvättbjörnar.
Vätskebehovet täcks med dagg. Honor kan para sig ett dygn efter födelsen av den förra kullen. Ibland ligger boet under ett skikt av mossa som växer på trädet. Arborimus longicaudus kan även använda ett nästa som skapades av en fågel eller en ekorre som grundmaterial för det egna boet.